# Alex Caffi (hockeista su ghiaccio)
Alex Caffi (Varese, 12 agosto 1990) è un hockeista su ghiaccio italiano, milita come portiere nei Pioneers Vorarlberg, squadra della ICE Hockey League.

## Carriera

### Club
Caffi crebbe nelle giovanili dell'AS Mastini Varese e successivamente nella formazione Juniores Elite dell'HC Lugano. Nell'autunno del 2011 esordì in Lega Nazionale A nel match perso 9-0 contro i Kloten Flyers. A fine stagione raccolse 3 sole presenze in prima squadra.
Nell'estate del 2012 si trasferì in Serie A2 con l'Hockey Club Neumarkt-Egna. Nella primavera del 2013 prolungò il contratto con le Oche Selvagge ed al termine della stagione vinse l'Inter-National-League.
Nell'estate del 2014 si trasferì all'Hockey Milano Rossoblu, squadra della Serie A. Un anno più tardi lasciò Milano per trasferirsi alla SG Cortina.
Nel gennaio del 2016 lasciò Cortina trovando un ingaggio con l'EHC Biel fino al termine della stagione, senza però mai scendere in campo.
Nell'estate del 2016 si trasferì in Nord America per disputare la Southern Professional Hockey League con i Mississippi RiverKings, con cui raccolse due presenze prima di passare, nel successivo mese di dicembre, ai Fayetteville FireAntz, nell'ambito dello scambio che portò ai RiverKings il difensore Steven Hoshaw.
Rimase ai FireAntz poche settimane: il 18 gennaio 2017 fece ritorno in Europa, firmando un contratto con il VEU Feldkirch, squadra austriaca militante in Alps Hockey League. Le buone prestazioni della seconda parte della stagione gli valsero il rinnovo con gli austriaci anche per la stagione successiva. Venne confermato anche quando la squadra, dopo aver cambiato nome in Pioneers Vorarlberg, si iscrisse alla ICE Hockey League nella stagione 2022-2023. Il 30 gennaio 2023 gli venne prolungato il contratto fino al termine della stagione 2023-2024, ma contestualmente venne ceduto in prestito al Visp, squadra della Swiss League.
Fece ritorno ai Pioneers, ma un infortunio gli fece perdere la prima parte di stagione. Le successive buone prestazioni gli fecero guadagnare il rinnovo per un'ulteriore stagione.

### Nazionale
Alex Caffi fu convocato per la prima volta in Nazionale in occasione delle due amichevoli disputate contro il Kazakistan nell'aprile del 2014. Nella primavera dello stesso anno prese parte al campionato mondiale disputatosi in Bielorussia, tuttavia senza venire impiegato. Nel mese di novembre, all'Euro Ice Hockey Challenge, fece il suo debutto contro la Polonia.

## Palmarès

### Club
- Inter-National-League: 1

Egna: 2013-2014

### Individuale
- Maggior numero di shootout della Juniores Elite A: 1

2008-2009 (2 shootout)